# Metallbågsvetsning

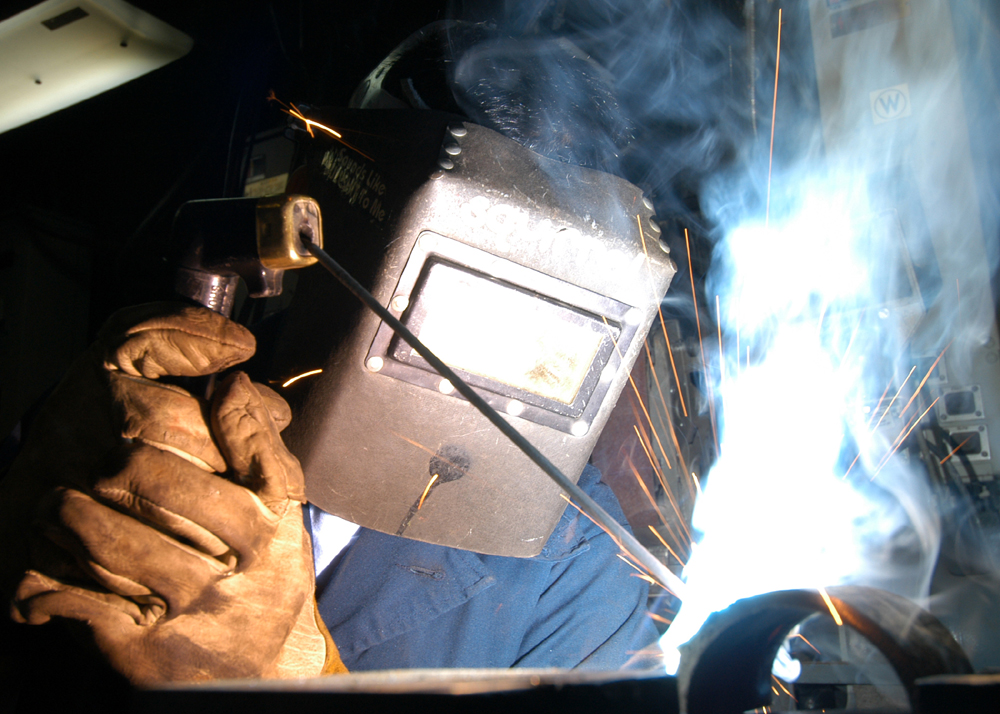
Metallbågsvetsning

Metallbågsvetsning, MMA (Manual Metal Arc), metod nr 111 enligt EN-ISO; i dagligt tal även kallad pinnsvetsning eller bågsvetsning.
Vid svetsning tänds en ljusbåge mellan elektroden och arbetsstycket genom en elektrisk kortslutning. Vid denna kortslutning frigörs energi och ett bågplasma bildas som får kärntråden att smälta av i droppform. Höljet smälter därefter och följer med i droppövergången och bildar en skyddande slagg.
I ljusbågen frigörs också elektromagnetisk energi som till viss del hjälper till med droppövergången; denna effekt kallas också plasmaström. 
Den belagda elektroden för bågsvetsning utvecklades och patenterades 1907 av svensken Oscar Kjellberg, som också var grundaren till det svenska elektriska svetsnings aktiebolaget ESAB (År 1904).Företaget började tidigt att utveckla svetsströmkällan och svetsprocessen.
Denna metod är ännu den mest välkända och utbredda  svetsmetoden.
Elektroden består av en kärntråd med ett utvändigt skyddande hölje som har till uppgift att bland annat jonisera och stabilisera ljusbågen, utveckla skyddsgas, avge en skyddande slagg, tillföra desoxidationsmedel och tillföra legeringsämnen.
Det skyddande slaggtäcket har till huvudsaklig uppgift att skydda svetssmältan (smältpoolen) från att reagera eller oxidera i atmosfären då den befinner sig i smältfas, men har även till uppgift att forma svetssmältan och hålla den på plats.
Slaggsmältan har oftast fler uppgifter än dessa nämnda, beroende av dess kemiska sammansättning. Det stelnade slaggtäcket avlägsnas normalt på mekanisk väg med en slagghammare (eller, om sådan ej är tillgänglig, annat lämpligt metallföremål), eller med tryckluftsmejsel.
Elektroder kan indelas i fyra olika huvudgrupper efter höljets och slaggens kemiska sammansättning:
sura elektroder (innehåller järn- och manganoxider etc.), rutilelektroder (innehåller rutil (TiO2) etc.), basiska elektroder (innehåller kalciumfluorid (CaF2) och kalciumkarbonat (CaCO3) etc.) och cellulosaelektroder (innehåller järn- och cellulosaämnen etc.)
Utrustningen består av en strömkälla av konstantströmstyp (likström eller växelström), elektrodhållare, svetskabel och återledare.
Metallbågsvetsning kan användas till flertalet metaller med en lång rad av legeringsämnen.
Förutom till de låg- och olegerade stålkvalitéerna används metoden också i stor utsträckning till rostfria-austenitiska och duplexa stål samt till nickelbasstål.
Metoden är mycket gångbar vid reparationsarbeten, lämpar sig väl för exempel påsvetsning av hård slityta men även för reparation av gjutgods.
Fördelar med svetsmetoden
- Behöver enkel utrustning med få ingående delar
- Klarar högt ställda kvalitetskrav
- Låg anskaffningskostnad samt ett mycket stort utbud av tillsatsmaterial
- Metoden lämpar sig väl för utomhusbruk (mindre väderkänslig)

Nackdelar med svetsmetoden
- Är jämfört med MAG- svetsning långsam och har regelbundna avbrott för elektrodbyte
- Kräver ett gott handlag (vana) av operatören
- Ger relativt stor rökutveckling vilket ställer större krav på ventilation än andra svetsmetoder
- Basiska elektroder är fuktkänsliga (hygroskopiska), vilket ställer krav på extra god förvaring samt hantering.

Metallbågsvetsning kan användas för plåttjocklekar från ca 1,5 mm upp till i princip oändliga dimensioner. Vanligt förekommande dimensioner på elektroder är 1.6, 2.0, 2.5, 3.2, 4.0 samt 5.0 mm, men elektroder finns från 1,2 mm och upp till 9 mm för vanlig handhållen svetsning.
MMA metoden är relativt förlåtande vid viss orenhet i fogar, som exempelvis färg eller rost. Den är också okänslig för drag och klarar de allra flesta svetslägen med gott resultat. Metoden är inte lika snabb som MIG/MAG-svetsning, men är mer flexibel.